# Ластебасе
Ластеба̀се (на италиански и на венециански: Lastebasse) е село и община в Северна Италия, провинция Виченца, регион Венето. Разположено е на 585 m надморска височина. Населението на общината е 208 души (към 2015 г.).